# Euphysa tetrabrachia
Euphysa tetrabrachia is een hydroïdpoliep uit de familie Corymorphidae. De poliep komt uit het geslacht Euphysa. Euphysa tetrabrachia werd in 1904 voor het eerst wetenschappelijk beschreven door Bigelow. 